# Figura femenina en els «exempla» de l'edat mitjana
La inserció de relats didàctics i moralitzants, coneguts amb el nom 'exemplum, va generalitzar-se a partir del segle xii quan els clergues van desenvolupar una nova forma popular del discurs/sermó medieval que estava destinat a influir un públic més nombrós i analfabet. La pràctica de l'exemplum no només tenia la finalitat de promoure la doctrina cristiana, sinó que el seu caràcter didàctic comprenia un sector molt més ampli: també va ser utilitzada per ampliar i educar els barons que exercien tasques en el govern, per instruir-los i exercitar-los en la retòrica i, tal com afirmaven alguns eclesiàstics, per prevenir-los dels perills i enganys de les dones. Per tant, és clar que només era un recurs utilitzat per homes.
La misogínia que caracteritza gairebé tots aquests relats ha estat un tema d’estudi freqüent en els últims anys.

### Tipus de personatges femenins en elsexempla
Els personatges femenins són poc freqüents en aquests escrits però quan hi apareixen normalment són presentats des d’una perspectiva negativa. Maria Jesús Lacarra en diferencia 4 tipus: en primer lloc i com a personatge més freqüent, la dona adúltera. “En el tema de l'esposa adúltera, un dels més repetits de les col·leccions medievals, subjau la idea de la naturalesa enganyadora de la dona, que la impossibilita per mantenir el pacte de fidelitat implícit en la relació matrimonial, i de la seva tendència irrefrenable a la luxúria” (M. J. Lacarra, 1986: 339-340). La dona era considerada pecadora per naturalesa i aquest era un dels punts que l'Església posava en manifest per excloure les dones. És per això que els homes “pares, marits, germans, predicadors, directors espirituals comparteixen amb Déu i els ordenaments jurídics la difícil, però necessària tasca de custodiar les dones; les quals, afortunadament, gràcies a una sàvia disposició de la naturalesa deguda a una oportuna intervenció de la divina providència, apareixen sotmeses des de sempre a l'autoritat dels seus companys i, per tant, en condicions, encara que no exactament ben disposades, a acatar la seva custòdia” (C. Casagrande, 1992: 113). D’altra banda, l’adulteri només es mostrava il·legítim si era comès per una dona, ja que podia desencadenar molts perjudicis; en cas que fos un home, tal com queda exposat a les Set Partides d'Alfons X el Savi (concretament a la quarta), el seu acte no afligia la dona.
En segon lloc apareix la figura de dona temptadora. Pel que fa a aquest personatge, abunden els escrits en què el diable adopta la figura d’una dona bella per tal de seduir els homes, fins i tot, els religiosos (clergues, frares...). Com es pot intuir, el sexe fou un dels temes més polèmics de l’època, encara que alguns sectors laics i els metges mostraven una visió menys intransigent.
Per acabar apareixen els personatges de la vídua que no respecta el temps de castedat després de la pèrdua del marit i la vella alcavota, que figura com la principal responsable dels amors il·lícits.

### La donzella Teodori les dones sàvies.
La donzella Teodor és el màxim exponent de dona perfecta segons els criteris medievals. La bellesa, la joventut, la virginitat i el llinatge noble que apareixen recollides en el personatge de Teodor són les característiques que més complauen els homes perquè estan “en total consonància amb l'ideal de la dona en la representació masculina” (M. E. Lacarra, 1995: 67). Mª Jesús Lacarra menciona també Tarsiana i Luciana (Llibre d’Apol·loni) o Carmesina (Tirant lo Blanc) com donzelles que mostren aquestes particularitats. Tanmateix, la principal diferència entre aquestes donzelles i Teodor rau en l'educació rebuda d’aquesta última. Teodor és educada pràcticament en la totalitat de matèries, tal com és educat l’home; per tant, en ser educada i en tenir un pensament similar al de l’home, Teodor mostra a vegades una conducta clarament misògina. Per tant, la dona sàvia medieval fou la “que no contradiu la saviesa masculina, sinó que la reforça en tots els seus punts, fins i tot en els que van en contra de la imatge de les mateixes dones” (M. E. Lacarra, 1995: 67).

### Les dones bones delsexempla
El fet que coneguem el nom de les dones bones exemplars d'aquesta "literatura de contes" fa que es redueixi el seu caràcter modèlic i irreprotxable i que aquests casos només siguin excepcionals i irrepetibles. Aquests casos modèlics són les esposes castes, les joves verges, les monges, les reines prudents, les dones que són fidels als marits i les velles conselleres. La majoria d’aquestes dones tenen com a tret definitori la seva astúcia. Cal remarcar que aquesta diferència entre dones “bones” i “dolentes” és sempre concebuda des d’una perspectiva masculina sobre la bondat.

### El conde Lucanor
En el cas d’aquesta obra trobem dues posicions ben diferenciades: els que defensen l’obra de Don Juan Manuel i els que l’acusen directament de misògin.
Per una banda, els que defensen aquesta obra, com ara Marta Haro i Mª Jesús Lacarra, al·leguen que el fet que no hi hagin molts relats protagonitzats per dones és una prova que no poden ser considerats misògins (és una qüestió de quantitat, no de contingut). Endemés també defensen aquests relats perquè són els transmissors d’una moralitat: l'exaltació de l’obediència femenina com una virtut. Els que defensen l'obra, però, ometen parlar sobre la violència exercida cap a la dona o, en tot cas, la justifiquen com una proposta plena d'humor per tal de no malmetre contra l'autor, tal com es veu reflectit al final del conte XXXV “Lo que sucedió a un mancebo que casó con una muchacha muy rebelde” d’aquest llibre.
D’altra banda, els que estan en contra d’aquesta última postura, com María Cruz Muriel Tapia i Alberto Sandoval, recorren a l’argument que la domesticació i el sotmetiment de la dona per part de l’home provoca la invalidació d’aquesta en qualsevol aspecte. Com diu Mª Eugenia Lacarra "la intel·ligència de la dona resideix a creure que el seu marit no pot equivocar-se i, per tant, ella mai tindrà motius per contradir-li o desobeir-li (...). L'anul·lació de la intel·ligència de la dona en favor de l'opinió del marit és la pedra de toc del model de conducta femení".